# Lukáš Hrádecký
Lukáš Hrádecký, född 24 november 1989 i Bratislava, är en finländsk fotbollsmålvakt med slovakiskt påbrå som spelar för Bayer Leverkusen.

## Klubbkarriär
Hrádecký spelade år 2009–2013 för den danska klubben Esbjerg fB. Den 12 juni 2013 skrev han på ett 4-årskontrakt med Brøndby IF. Mellan 2015 och 2018 spelade Hrádecký för Eintracht Frankfurt.
I maj 2018 värvades Hrádecký av Bayer Leverkusen, där han skrev på ett femårskontrakt. Säsongen 2023-24 blev en succé, då han vann både Bundesliga och tyska cupen som kapten för klubben. 

## Landslagskarriär
Hrádecký spelar för Finlands herrlandslag i fotboll. Innan han debuterade för A-landslaget spelade han 10 matcher för Finlands U21-landslag.

## Privat
Lukas Hrádecký är uppväxt i Runosbacken, efter att ha flyttat dit som ettåring då hans far Vladimir som var volleybollspelare fick ett kontrakt i Åbo. Hrádecký är gift med den tyska toppmodellen Esther Heesch. Paret fick sitt första barn i januari 2024.

## Meriter
- 2008: Bästa målvakt vid Karel Stagemans U19-ungdomsturnering
- 2010: Årets målvakt i Finlands U21-landslag
- 2010: Årets spelare i Finlands U21-landslag
- 2013: Årets målvakt i Superligaen
- 2013: Årets spelare i Esbjerg fB
- 2016: Årets spelare i Finland
- 2017: Årets spelare i Finland
- 2018: Årets spelare i Finland
- 2020: Årets finländska idrottare
- 2024: Seriesegrare med Bayer Leverkusen i Bundesliga